# Finns bayawever
De Finns bayawever (Ploceus megarhynchus) is een zangvogel en komt voor op het Indisch Subcontinent.

## Kenmerken
De vogel is circa 15 cm lang en weegt 34 tot 40 g. Het mannetje van de nominaat heeft in de broedtijd een gele nek kruin en voorhoofd. Verder is hij goudgeel gekleurd op de kin, borst en buik. Rond het oog en de oorstreek is de vogel bruin. Het vrouwtje is in de broedtijd ook geel, maar wat bleker van kleur. Buiten de broedtijd zijn beide geslachten vrij onopvallend bruin gekleurd.

## Verspreiding en leefgebied
De bayawever heeft een klein verspreidingsgebied met twee geografisch van elkaar gescheiden ondersoorten:
- P. m. megarhynchus (in het westen en midden van het Himalayagebied)
- P. m. salimalii (NO-India en Z-Bhutan)

Het leefgebied bestaat uit graslandgebieden met verspreid staande boomgroepen, vooral in gebieden die in bepaalde seizoenen onder water staan. De vogel komt voor tot op 1300 m boven de zeespiegel. De nesten worden gebouwd in bomen, rietlanden of hoog gras.

## Status
De grootte van de populatie werd in 2012 geschat op 3,5 tot 14 duizend individuen. De aantallen gaan echter achteruit en liggen waarschijnlijk meer in de buurt van de 3000 volwassen vogels. Het leefgebied van deze wevervogel wordt aangetast door intensivering van de landbouw en de veeteelt (overbegrazing). Om deze redenen staat de Finns bayawever als kwetsbaar op de Rode Lijst van de IUCN.